# Flâneur
，是一个法语词汇，指在城市中的“漫步者”、“闲逛者”。

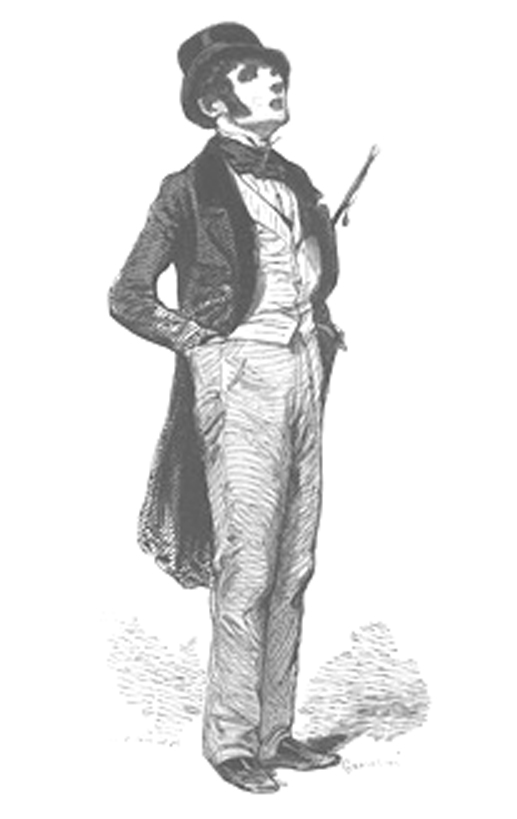
保罗·加瓦尼，Le Flâneur，1842年

这一概念描述了在都市里无目的漫游并观察世相的人，以超然社会外的姿态，观察城市生活中的每个细节。
该词与中国大陆的网络流行语“city walk”有相似性。